# Kis hasadtfogúmoha
A kis hasadtfogúmoha (Fissidens exiguus) Magyarországon védett csúcstermő (akrokarp) lombosmoha faj. Jelenleg nincs ismert populációja az országban, utolsó előfordulása a Börzsönyből ismert 1973-ból, azóta nem találták meg újra.

## Jellemzői[1]
A Fissidens exiguus a vizes, sziklás élőhelyeket kedvelő aprócska növény, nedves homokkövön és vulkanikus sziklákon él, patakok, források partján.

### Megjelenése
Magányosan vagy lazább vagy tömöttebb gyepet alkotó világoszöld növényke. Kisméretű (2–6 mm), 3-8 pár levele van, nem elágazó, a csúcsi levelek nagyobbak mint az alsók.
A levelek lándzsa alakúak, általában 1–2 mm hosszúak. A levélcsúcs kihegyesedős. A levélszél sima, levélszegély (limbidium) van, azonban csak a levelek alsó részén, de a leerőteljesebb a spóratok alatti leveleken. A többi levélsejt hatszögletűek, kerekdedek, 8-12 mikorméter átmérőjűek. Az erőteljes levélér a csúcs alatt végződik néhány sejttel.
Kétlaki növény, a hím növények kisebbek mint a női egyedek. A sporofitonok gyakoriak, tavasszal fejlődnek, a toknyél (seta) 5 mm hosszú. A spóratok kerekded, ovális, egyenes, a tokfedő csúcsos, a spórák sima felszínűek.

## Előfordulás
Patakok, források melletti nedves vagy vizes homokkövön, vulkanikus kőzeten található meg.
Európában ritka faj, szerepel az európai vörös könyvben. Magyarországon egyetlen helyen Börzsönyben találták meg az 1970-es években, de azóta nem találták meg újra, így a magyarországi vöröslistás besorolása: adathiányos (DD). A környező országokban megtalálható, de ott is ritka: Ausztria, Ukrajna, Románia.